# Vazamento de óleo no Brasil em 2019
O vazamento de óleo no Brasil foi um derrame de petróleo cru que atingiu mais de dois mil quilômetros do litoral das regiões Nordeste e Sudeste do Brasil. As investigações concluíram que o vazamento veio do petroleiro Bouboulina, de bandeira grega. A embarcação havia sido carregada na Venezuela, e seguiria para a Cidade do Cabo, na África do Sul. Ainda segundo as investigações, o vazamento teria ocorrido entre 28 e 29 de julho de 2019, quando o Bouboulina navegava a cerca de 730 km da costa brasileira.

## Histórico
Os primeiros registros do derrame ocorreram no fim do mês de agosto de 2019. Até 23 de outubro, a contaminação havia atingido mais de duzentas localidades de vários municípios dos nove estados da Região Nordeste. Um relatório da Marinha estimou que mais de mil toneladas de óleo haviam sido retiradas das praias nordestinas até o dia 21 de outubro. Segundo o Ministério Público Federal (MPF), trata-se do maior desastre ambiental já registrado no litoral brasileiro.
Em 8 de outubro de 2019, um relatório da petrolífera brasileira Petrobras apontou que a substância é uma mistura de óleos da Venezuela, o que não significa que o país seja o responsável pelo desastre. O governo venezuelano rejeitou qualquer ligação com o vazamento. A Marinha notificou 30 navios-tanque de dez países diferentes que passaram pelo litoral brasileiro a prestar esclarecimentos. Os culpados estão sujeitos à Lei de Crimes Ambientais. Segundo o Ministério da Defesa, até 22 de outubro de 2019, cerca de 5 500 militares da Marinha, do Exército e da Força Aérea atuavam na limpeza das praias do Nordeste, além de servidores da Agência Nacional do Petróleo, Gás Natural e Biocombustíveis (ANP), do Instituto Brasileiro do Meio Ambiente e dos Recursos Naturais Renováveis (Ibama), do Instituto Chico Mendes de Conservação da Biodiversidade (ICMBio) e da Secretaria Nacional de Proteção e Defesa Civil, assim como milhares de voluntários.
Em junho de 2020 voltaram a surgir mais manchas do mesmo óleo, no litoral de Alagoas e Pernambuco.
Em julho de 2021, quase dois anos depois do primeiro surgimento, novas manchas de óleo voltaram a aparecer no litoral da Bahia, tendo sido coletados entre 300 e 400 quilos. Até então, a contaminação havia atingido 3 000 km do litoral brasileiro, em mais de mil localidades de 130 municípios, desde o litoral do Maranhão até o litoral norte do Rio de Janeiro. Ao todo, haviam sido coletadas 5 379,76 toneladas de óleo, sendo a maior parte no litoral de Alagoas (2 364,58 toneladas) e Pernambuco (1 676,26 toneladas).

## Investigação
O governo brasileiro anunciou a investigação de três hipóteses para o vazamento: o naufrágio de navio petroleiro, falha na transferência de petróleo entre embarcações ou despejo criminoso. O presidente Jair Bolsonaro disse não descartar que tenha sido uma ação criminosa, mas ponderou que a apuração sobre o caso ainda está em curso. As investigações sobre a origem do petróleo se concentram, na fase atual, em 23 embarcações suspeitas. Se o responsável pelo despejo for identificado, mesmo que seja estrangeiro, poderá ser multado em até 50 milhões de reais e ainda terá de responder pelo crime ambiental, com base na Lei 9.605/1988, que pune condutas lesivas ao meio ambiente.
Em 8 de outubro de 2019, um relatório da petrolífera brasileira Petrobras apontou que a substância é uma mistura de óleos da Venezuela, o que não significa que o país seja o responsável pelo desastre. O estudo afirmou que se trata de um tipo mais residual, com densidade elevada, como é característico do óleo venezuelano. Dois dias depois, um laudo do Instituto de Geociências da Universidade Federal da Bahia (UFBA) também apontou que o material contaminante teve origem venezuelana, ao comparar o óleo coletado nas praias com uma amostra de um tipo de petróleo da Venezuela existente na instituição.
No dia 10 de outubro, o governo venezuelano negou responsabilidade pelas manchas de petróleo. Em comunicado, a petrolífera estatal PDVSA afirmou que as acusações do governo brasileiro sobre a origem do material são "infundadas" e que não foi comunicada por clientes ou subsidiárias sobre vazamentos de petróleo perto da costa brasileira.
No dia 11 de outubro, a Marinha afirmou em nota que, "após uma triagem das informações do tráfego mercante na região de interesse", notificou 30 navios-tanque de dez diferentes países a prestarem esclarecimentos". "A Marinha entrará em contato com as autoridades competentes dos países dessas bandeiras, com a Organização Marítima Internacional e com a Polícia Federal, visando elucidar todos os fatos", afirma a nota. A ação tem apoio do Ministério da Defesa, do Exército e de instituições dos Estados Unidos, além de ter mobilizado 1.583 militares de 48 organizações diferentes, além de cinco navios, uma aeronave e embarcações e viaturas pertencentes a autoridades ao longo do litoral nordestino, como capitanias dos portos, delegacias e agências. Em 25 de outubro, a Petrobras informou que o óleo encontrado em praias do Nordeste brasileiro desde o final de agosto é proveniente de três campos da Venezuela.

### Hipótese de vazamento do petroleiroBouboulina

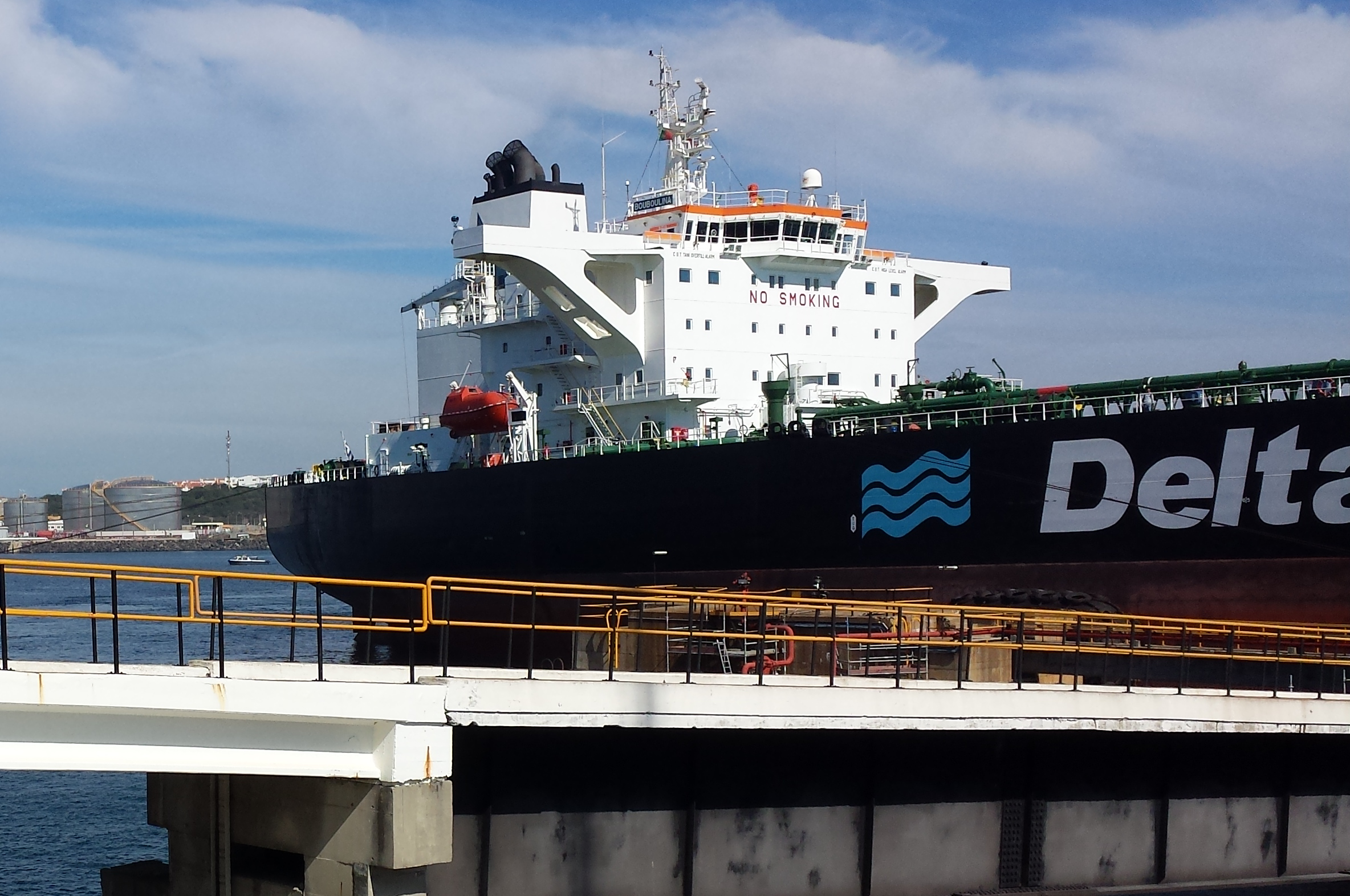
Petroleiro Bouboulina, de bandeira grega, suspeito de ter derramado óleo na costa brasileira

No dia 1 de novembro, o navio petroleiro Bouboulina, de bandeira grega, e a empresa grega Delta Tankers, que o administra, foram citados em uma decisão judicial que autorizou o pedido de busca e apreensão em endereços no Rio de Janeiro. Em sua decisão, o juiz Francisco Eduardo Guimarães afirma que o navio teria sido o único "a passar pelo polígono suspeito demarcado como ponto de origem do derramamento", conforme indicado por relatório feito pela empresa Hex Tecnologias Geoespaciais e entregue voluntariamente à Polícia Federal.
A embarcação grega atracou no porto de Jose, na Venezuela, no dia 15 de julho. Três dias depois, já carregado com cerca de um milhão de barris de petróleo tipo Merey 16 cru, deixou a costa venezuelana rumo a Singapura pelo Oceano Atlântico. No dia 23 de julho chegou à costa brasileira, passando pelo Amapá. Entre os dias 28 e 29, segundo a investigação da PF, teria dado início ao que é o maior desastre a atingir as praias do Brasil. Em 9 de agosto, chegou à Cidade do Cabo, na África do Sul, onde parou por menos de um dia e seguiu em direção à costa de Malaca, na Malásia.
Em nota publicada em 2 de novembro, a Delta Tankers desmentiu as acusações, afirmando que não haveria provas de que o navio tenha realizado alguma escala entre a Venezuela e a Malásia, onde descarregou todo o petróleo, sem qualquer falta. Também afirmou que não houve desvio do curso ou qualquer tipo de operação ship to ship (STS) durante a rota. Segundo a empresa, foi realizada uma investigação completa nos registros das câmeras e sensores que equipam a embarcação, que monitoram as atividades a bordo, e esse material estaria disponível para ser compartilhado com as autoridades brasileiras assim que solicitadas para a investigação.
Imagens de satélite coletadas pela Hex apontaram uma mancha de óleo original em 29 de julho, a 733 quilômetros (395,8 milhas náuticas) a oeste do estado da Paraíba, e fragmentos se movendo em direção ao litoral nordestino. Ainda segundo a decisão judicial, laudos técnicos emitidos pela Petrobras apontaram haver uma "correlação significativa" entre amostras coletadas na praia de Pipa, no Rio Grande do Norte, e petróleo cru ou um tipo de derivado produzido a partir de petróleo venezuelano. Estudos da Universidade Federal da Bahia, a partir do óleo retirado de praias de Sergipe e Bahia, confirmaram essa correlação. A Interpol também realizou diligências no exterior contra os acusados de crimes ambientais.

### Hipótese de vazamento no Golfo da Guiné
Pesquisadores do Laboratório de Análise e Processamento de Imagens de Satélite (Lapis), da Universidade Federal de Alagoas acreditaram que o óleo pudesse ter se originado de um vazamento na costa do país de Camarões, no Golfo da Guiné, um local de exploração de petróleo e tráfego intenso de navios, a aproximadamente 2 690 milhas náuticas (4 980 quilômetros) do litoral do nordeste brasileiro. Para chegar a essa conclusão, analisaram as imagens do satélite Sentinel-1. As imagens mostraram que no segundo semestre de 2019 houve um padrão incomum na costa ocidental da África, com uma mancha de óleo de mais de 430 quilômetros quadrados, a aproximadamente duzentos quilômetros da costa de Camarões. Segundo os cientistas, naquela área existe uma confluência de correntes, o que poderia ter trazido o óleo para a costa do nordeste brasileiro. Foram analisados dados coletados de julho de 2019 até agosto de 2020, apresentando um padrão de repetição nas manchas que indicou vazamentos constantes. As imagens do Sentinel-1 revelaram que em julho de 2019, aproximadamente um mês antes do primeiro registro oficial de petróleo nas praias nordestinas, havia manchas de óleo que poderiam ser de vazamentos na costa africana. Os pesquisadores não puderam ter certeza que de fato o petróleo que chegou ao nordeste tenha essa origem, mas sim que houve um derramamento constante naquela região a partir de julho de 2019, e que a intensidade desse derramamento diminuiu ao longo de 2020.

### Conclusão
As investigações realizadas pela Polícia Federal concluíram que o óleo vazou do navio petroleiro grego Bouboulina. Foram analisadas as características e procedência do óleo, bem como estudos para detectar o local exato do vazamento, utilizando imagens de satélite e simulações. Também foi levantada uma base em dados, documentação e informações, através de uma cooperação nacional e internacional com apoio da Interpol. Segundo o relatório divulgado em dezembro de 2021, os custos inicias para a limpeza das praias e oceano, arcados pelos poderes públicos foram estimados em mais de R$ 188 milhões.

## Impactos

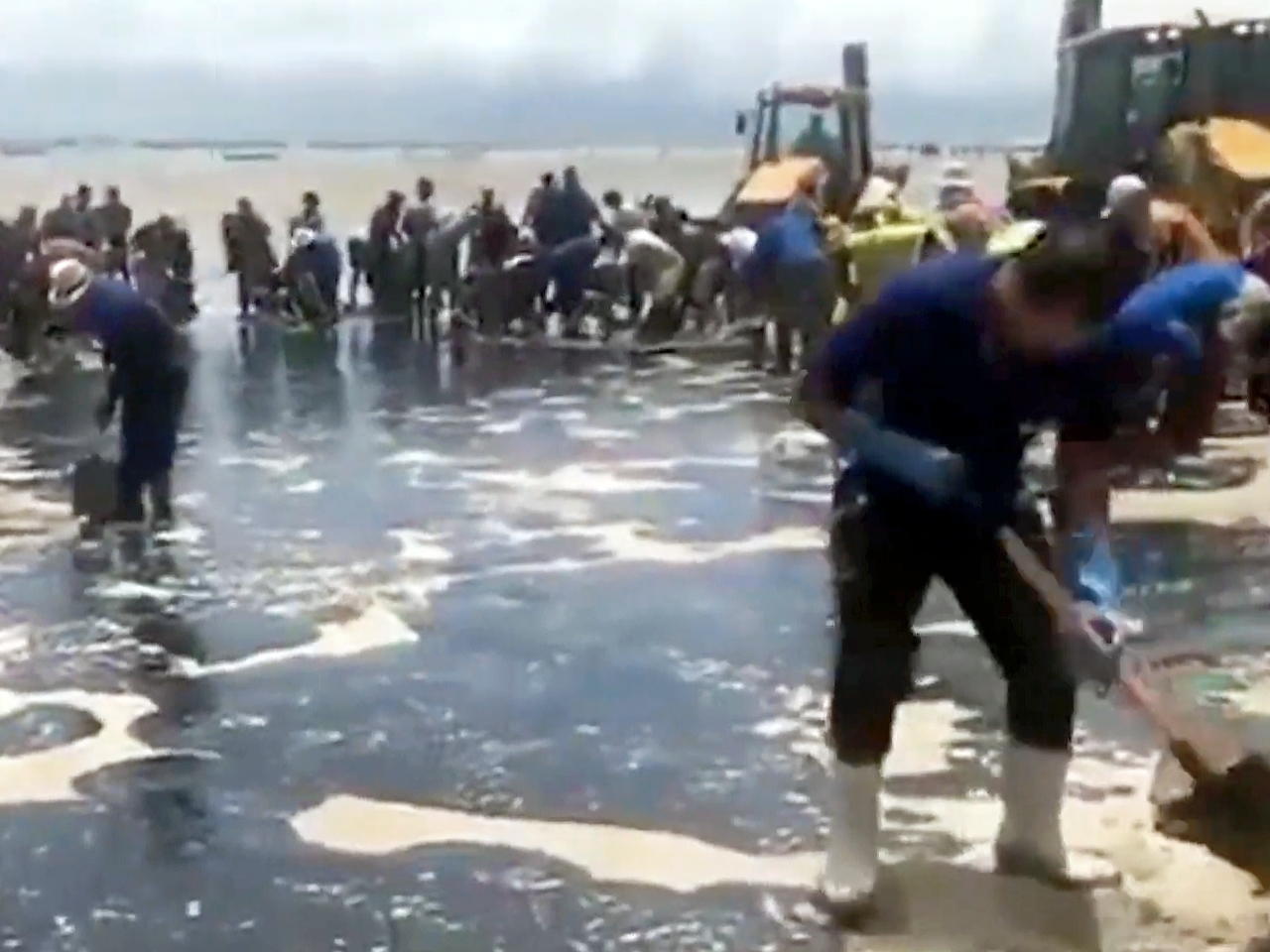
Manchas de óleo em praia nordestina

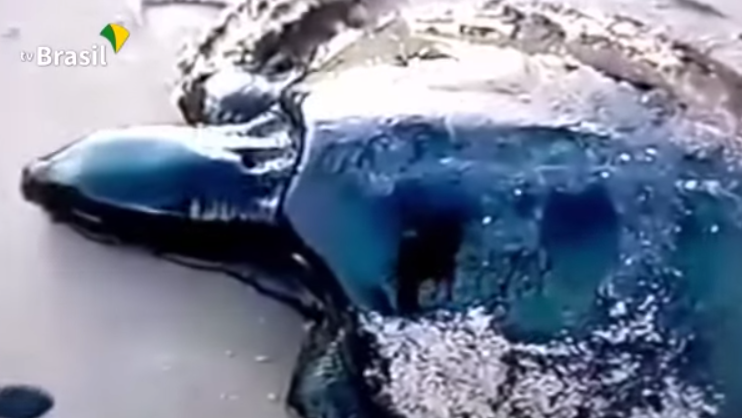
Tartaruga marinha coberta de óleo em praia do Nordeste.

### Ambiental
Técnicos ambientais de Alagoas detectaram manchas de óleo na foz do Rio São Francisco, no município de Piaçabuçu, no litoral sul do estado, em monitoramento de rotina. A foz do São Francisco, maior rio inteiramente brasileiro, fica na divisa entre Alagoas e Sergipe, mas o aparecimento do óleo ficou restrito à foz, não chegando a invadir o rio, por isso, até o fim de setembro de 2019, o abastecimento da população nordestina havia sido afetado. O espalhamento de óleo ameaça tartarugas marinhas, aves e o peixe-boi-marinho, o mamífero dos oceanos com maior risco de extinção no Brasil. Segundo especialistas, o petróleo cru poderia afetar a digestão dos animais e o desenvolvimento de algas, essenciais para a cadeia alimentar dessas espécies.
Oceanógrafos, químicos e autoridades baianas avaliaram o impacto da movimentação da mancha pela costa do Nordeste após a chegada à Baía de Todos os Santos, em Salvador. Até chegar ali, o óleo já havia deixado um rastro tóxico por milhares de quilômetros e atingido os mangues e corais dessa região em uma etapa mais avançada de degradação — um tipo de contaminação que é mais difícil de ser limpa e que permanecerá durante anos no meio ambiente. O petróleo cru, ainda que seja altamente tóxico, é uma substância orgânica. Dessa forma, ele pode ser degradado através de fatores naturais, como a rebentação das ondas (que dispersam o material), a irradiação solar (que evapora determinados componentes) e até mesmo bactérias que se alimentam do carbono contido no material, mas o processo pode levar décadas.
A Marinha do Brasil informou que fragmentos do óleo que, até então, atingia apenas o litoral nordestino foram encontrados na costa da região Sudeste em 8 de novembro de 2019, na praia de Guriri, no município de São Mateus, Espírito Santo. Ainda segundo a Marinha, entre janeiro e junho de 2020, foram coletados entre cinquenta e cem quilos de resíduos em todo o litoral e que seria esperado que continuassem a surgir durante vários anos. Pesquisadores acreditam que toneladas de óleo "invisíveis" permanecem no ecossistema. Esses fragmentos, cada vez menores e de difícil remoção, estariam espalhados por grandes áreas, permanecendo por décadas até se decomporem. Além do amplo impacto ambiental na cadeia alimentar, nos mangues, nos corais e na vida marinha como um todo, o contato direto de humanos com o piche também pode provocar irritações e processos alérgicos. Estudos realizados pela Universidade Federal da Bahia concluíram que mais de 80% da biodiversidade de invertebrados foi eliminada na área de estudo, com redução de 85% de organismos vivos por metro quadrado de praia.

### Humano

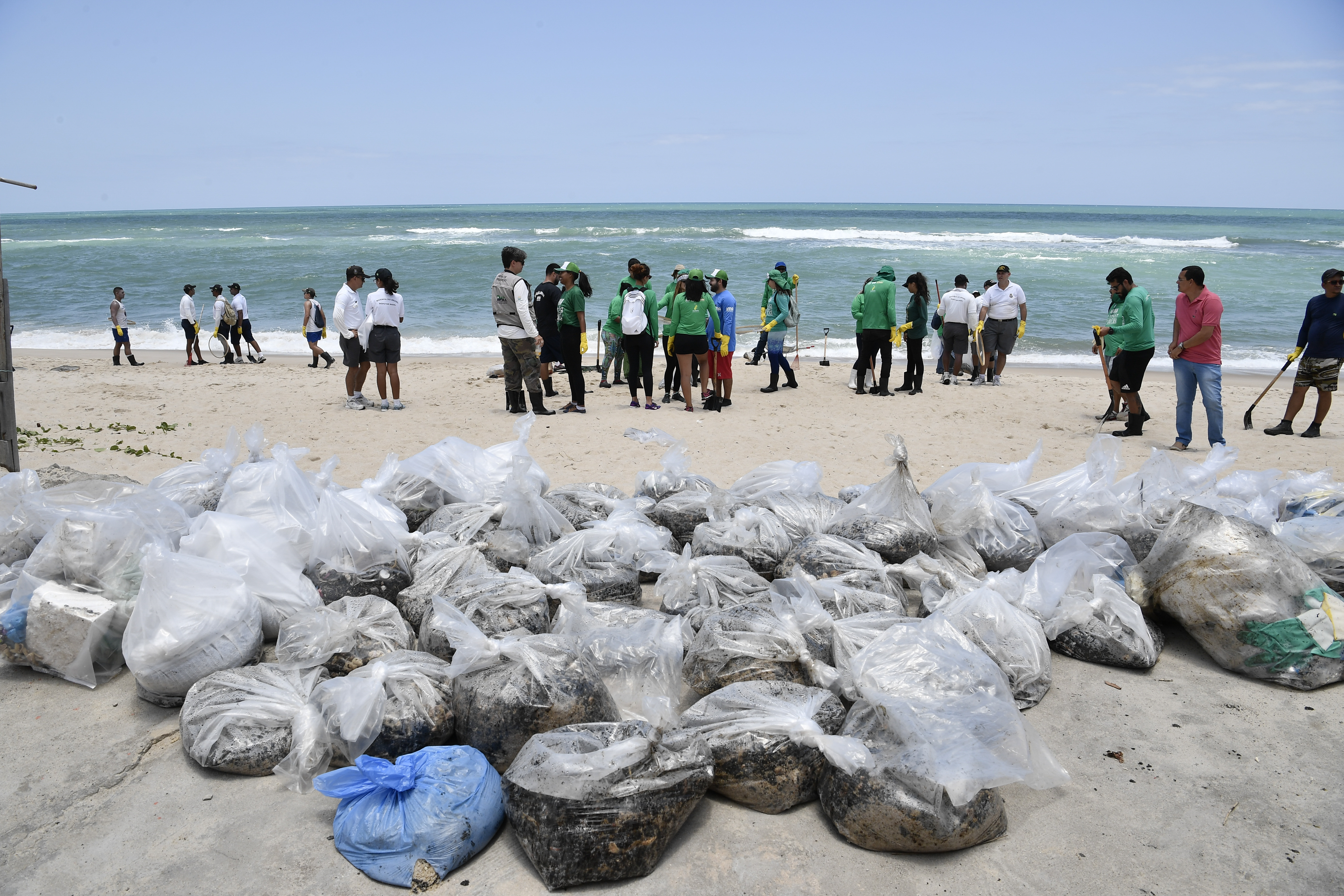
Voluntários ajudam na limpeza das áreas atingidas por petróleo no litoral de Alagoas.

Além do risco na cadeia alimentar, as pessoas também estão sujeitas a entrar em contato direto com os contaminantes que permanecerem no ambiente. Isso pode acontecer em uma simples caminhada pela areia da praia ou no banho de mar, tocando involuntariamente em resíduos de óleo ou inalando os gases liberados por eles.
No petróleo, estão contidos compostos orgânicos voláteis (COVs) e hidrocarbonetos policíclicos aromáticos (HPAs), ambos altamente tóxicos e cancerígenos. Os COVs evaporam com relativa rapidez, mas os hidrocarbonetos se mantêm íntegros por muito tempo. Para o benzeno, por exemplo, a resolução 357 do Conselho Nacional do Meio Ambiente (Conama) determina um limite que vai de 0,051 mg a 0,7 mg por litro de água salgada. Passando disso, já impacta a biota marinha e a saúde humana.
Para alertar a população, o Instituto de Desenvolvimento Sustentável e Meio Ambiente do Rio Grande do Norte (Idema), juntamente com o projeto Tamar, elaborou material educativo com os procedimentos que devem ser tomados em caso de contato com o óleo ou tiver conhecimento de um animal contaminado. É preciso evitar o contato com o óleo e, caso aconteça, colocar gelo no local ou retirar com óleo de cozinha. O contato direto dos banhistas com o piche pode provocar irritações e processos alérgicos, especialmente na superfície da mão, nos olhos e na boca.
O vazamento de petróleo que atingiu algumas das praias mais turísticas do Nordeste nos últimos dias acendeu o alerta os setores do turismo e da pesca. Em 22 de outubro de 2019, um grupo de pescadores protestaram em frente a sede do Ibama, em Salvador, Bahia.

## Reação

### Governo federal

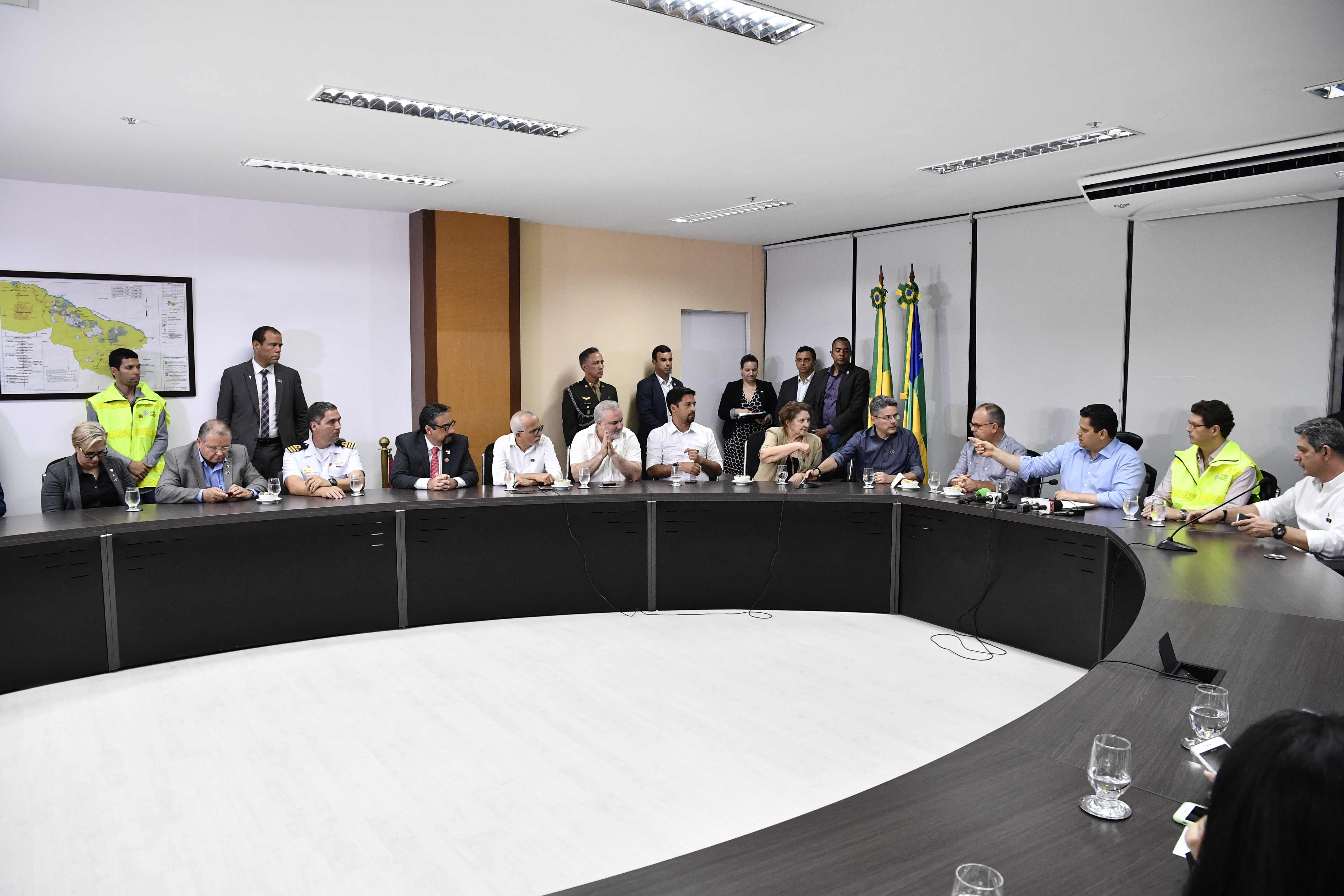
Presidente da República em exercício, senador Davi Alcolumbre (DEM-AP), assina, em Aracaju, decreto presidencial que prolongou por 60 dias o pagamento do seguro-defeso aos pescadores afetados pelo vazamento de óleo no litoral do Nordeste.

Em 12 de outubro de 2019, o presidente Jair Bolsonaro declarou: "Desde 02/setembro nosso Governo busca identificar os responsáveis pelo derramamento de óleo nas praias do Nordeste. (…) Estranhamos o silêncio da ONU e ONGs, sempre tão vigilantes com o meio ambiente." No dia 17, o Ministério Público Federal deu início a uma ação contra a União, argumentando que houve omissão do governo em relação as manchas de óleo.
Em 22 de outubro, o governo brasileiro declarou que era desnecessário acionar o Exército para tratar do problema, até o momento que as manchas de óleo apareceram em maior quantidade. Ainda naquele dia, o presidente se posicionou novamente sobre o assunto no Twitter, dessa vez acusando ongs e movimentos políticos pelo desastre: "No mínimo estranho o silêncio de ONGs e esquerda brasileira sobre o óleo nas praias do Nordeste. O apoio desses partidos ao ditador (Nicolás) Maduro fortalece a tese de um derramamento criminoso." No mesmo dia, no entanto, cerca de 4 mil homens da 10.º Brigada de Infantaria Motorizada do Exército, sediada no Recife, passaram a atuar como "reforço" para as ações de vigilância e limpeza das praias com manchas de óleo. A medida foi tomada após a Justiça Federal determinar o cumprimento de ações para retirada do óleo das praias. Segundo o Ministério da Defesa, mais de 1.500 militares da Marinha e da Força Aérea também atuaram na limpeza das praias do Nordeste, além de servidores do Agência Nacional do Petróleo, Gás Natural e Biocombustíveis (ANP), do Instituto Brasileiro do Meio Ambiente e dos Recursos Naturais Renováveis (Ibama), do Instituto Chico Mendes de Conservação da Biodiversidade (ICMBio) e da Secretaria Nacional de Proteção e Defesa Civil e de milhares de voluntários.

#### Acusações contra oGreenpeace

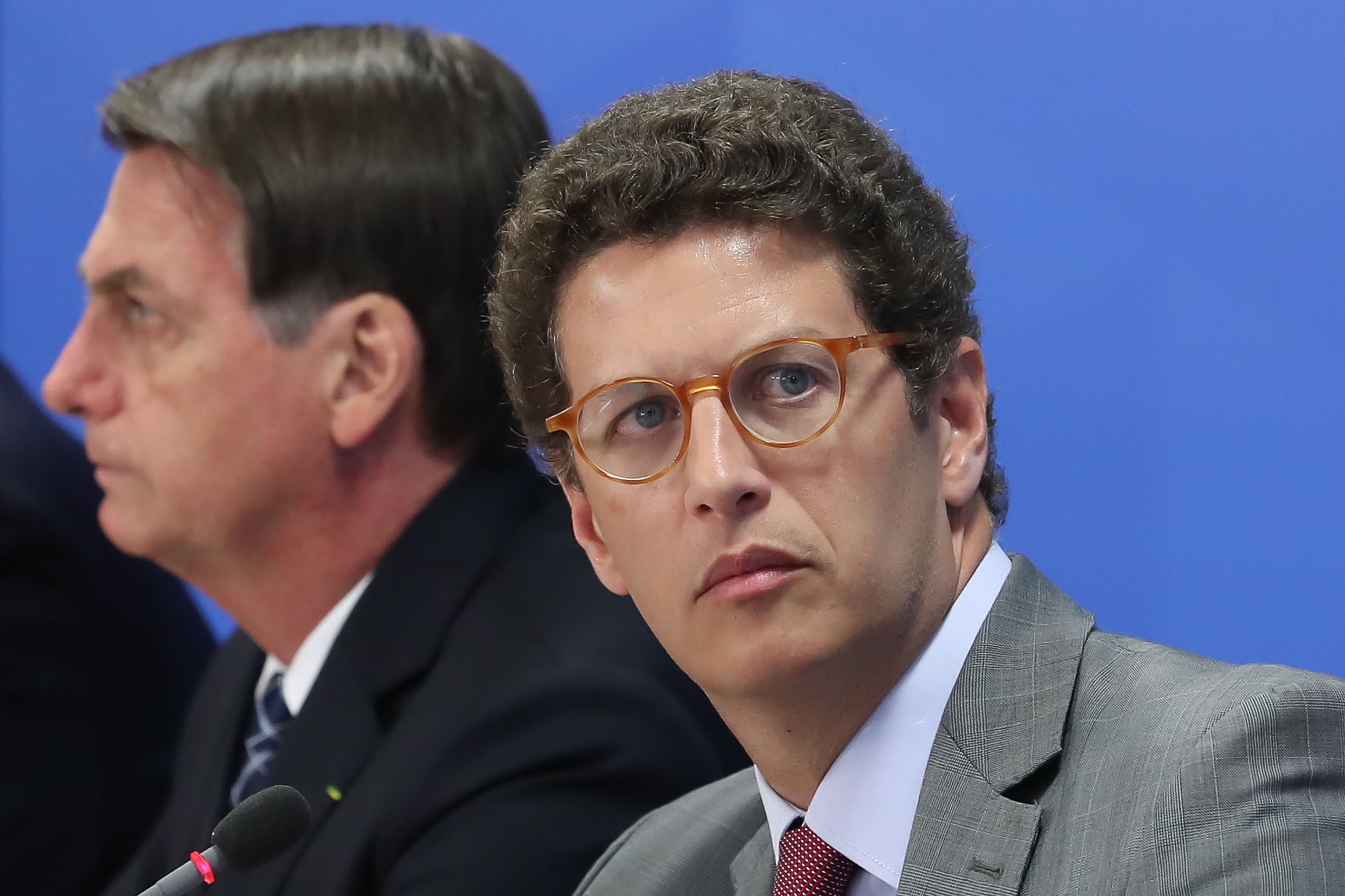
Ricardo de Aquino Salles, ministro do meio ambiente

O ministro do meio ambiente, Ricardo Salles, que respondeu a um comunicado publicado pelo Greenpeace na internet a respeito do desastre que diz que para combater às manchas são necessários conhecimentos e equipamentos técnicos específicos. Salles respondeu pelo Twitter: "O Greenpeace 'explicou' porque não pode ajudar a limpar as praias do Nordeste.... ahh tá...". Posteriormente, Ricardo Baitelo, coordenador da campanha de Clima e Energia do Greenpeace, respondeu: "Enquanto o presidente Bolsonaro viaja para o exterior e o ministro Ricardo Salles tenta desviar a atenção do problema, voluntários se mobilizam para limpar as praias do Nordeste atingidas pelo óleo. Voluntários do Greenpeace ajudaram em trabalhos de combate ao óleo, visitaram e documentaram locais atingidos, conversaram com pessoas impactadas, e realizaram atividades em quatro cidades neste fim de semana ... Esse já é o maior desastre ambiental de vazamento de petróleo do país em extensão e o governo pouco fez para combater e mitigar os impactos. O governo e o Ministro devem focar em resolver o problema com eficiência em vez de jogar a responsabilidade para a população."
Em 23 de outubro de 2019, ativistas do Greenpeace derramaram uma mistura de ingredientes que parece com óleo em frente ao Palácio do Planalto. O protesto foi pacífico, mas os ativistas foram presos por "atividades nocivas ao meio ambiente". Em resposta, Ricardo Salles disse: "Não bastasse não ajudar na limpeza do petróleo venezuelano nas praias do Nordeste, os ecoterroristas ainda depredam patrimônio público".
Circularam notícias falsas que nenhuma ONG tinha ajudado a combater, o que foi desmentido pelo Yahoo! Notícias e a revista Pauí.

## Destinação e manejo do óleo coletado
Em Pernambuco, a substância está sendo transformada em blend energético para a indústria de cimento. Já existia nos arredores do Recife um aterro especial para o tratamento de resíduos sólidos industriais, que recebeu 1.200 toneladas de óleo em seis dias. Em Salvador, o Instituto de Química da Universidade Federal da Bahia, através da professora doutora Zenis Novais da Rocha, criou um projeto para converter o óleo coletado em carvão. Contudo, as máquinas disponíveis têm capacidade para transformar somente 40 quilos da substância por dia, e a aplicação do carvão ainda demanda estudos.
Pesquisadores da Universidade Católica de Pernambuco, liderados pela doutora em Química recifense Leonie Asfora Sarubbo, desenvolveram um gel de limpeza biodegradável para uso em rochas, animais e nas pessoas que manuseiam o óleo, uma vez que a substância, por ser viscosa e com densidade muito elevada, impregna com facilidade, impossibilitando a remoção por produtos como o detergente comum.